# 니키 벤돌라

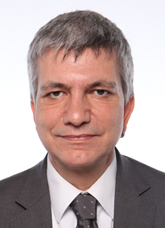
니콜라 니키 벤돌라.

니콜라 "니키" 벤돌라(Nicola "Nichi" Vendola, 1958년 8월 26일~ )는 이탈리아의 좌익 정치인이자 성소수자 운동가이다.

## 생애
1958년 8월 26일 바리현 Terlizzi에서 태어난 벤돌라는 14세부터 Italian Communist Youth Federation의 일원이었다. 대학에서 문학을 공부하였으며 시인이자 영화 감독인 피에르 파올로 파솔리니에 대한 논문을 냈다.
벤돌라는 2008년 이후로 그의 파트너 에드워드 "에드" 테스타와 함께 살고있으며 캘리포니아주에서 대리모출산을 통해 토비아 안토니오(Tobia Antonio)를 낳았다. 벤돌라는 시인이기도 하다.